# Aoki Kazuyo
Aoki Kazuyo  (青木 和代 Thanh Mộc Hoà Điền) sinh ngày 27 tháng 8 năm 1947 tại Tokyo, Nhật Bản là một nữ Diễn viên lồng tiếng và cũng là một nhân viên quản trị kinh doanh tài năng Kiraboshi.

## Sự nghiệp điện ảnh

### Truyền hình
- Huckleberry Finn trong Những cuộc phiêu lưu của Tom Sawyer (Phiên bản tiếng Nhật)
- Jean trong Story of the Alps: My Annette
- Susan trong phiên bản anime của Himitsu no Hanazono
- Charlie trong Akage no Ann
- Tomiko Ohta trong Ashita e Free Kick
- Mẹ của Jaian trong Doraemon
- Mẹ của Jaian; Jaiko trong Doraemon (1979)
- Jimsy trong Future Boy Conan
- Mẹ của Jabao in Magical Taruruuto-kun
- Hanae Ichinose trong Mezon Ikkoku
- Anma trong Mobile Suit Gundam ZZ
- Robert trong Onegai! Samia Don
- Hisu ("Nanny" phiên bản tiếng Anh) trong Voltron
- Jack Pumpkinhead trong Ozu no Mahōtsukai

### Phim
- Jaiko trong Doraemon: Cố lên Jaian
- Con gấu trúc trong Doraemon: Nobita và chuyến phiêu lưu ở thành phố dây cót
- Jimsy trong Mirai Shōnen Conan Tokubetsu Hen-Kyodaiki Gigant no Fukkatsu
- Oni Commander trong Urusei Yatsura: Only You